# Maria Magdalena
Maria Magdalena (ebraică מרים המגדלית, greacă veche Μαρία ἡ Μαγδαληνή; numită uneori Maria din Magdala, sau pur și simplu Magdalena) a fost o femeie care, potrivit celor patru evanghelii canonice, a călătorit cu Iisus ca unul dintre adepții săi, și a fost martoră la răstignirea și învierea sa. Numele ei este menționat de douăsprezece ori în evanghelii, mai mult decât al majorității apostolilor și mai mult decât al oricărei alte femei, alta decât membrele familiei lui Iisus. Epitetul Magdalena poate fi un nume de familie toponimic, însemnând că ea provenea din Magdala, un oraș pescăresc de pe țărmul vestic al Mării Galileii din Iudeea romană.
Maria Magdalena este considerată sfântă de către confesiunile catolică, ortodoxă, anglicană și luterană.

## În Evangheliile Noului Testament

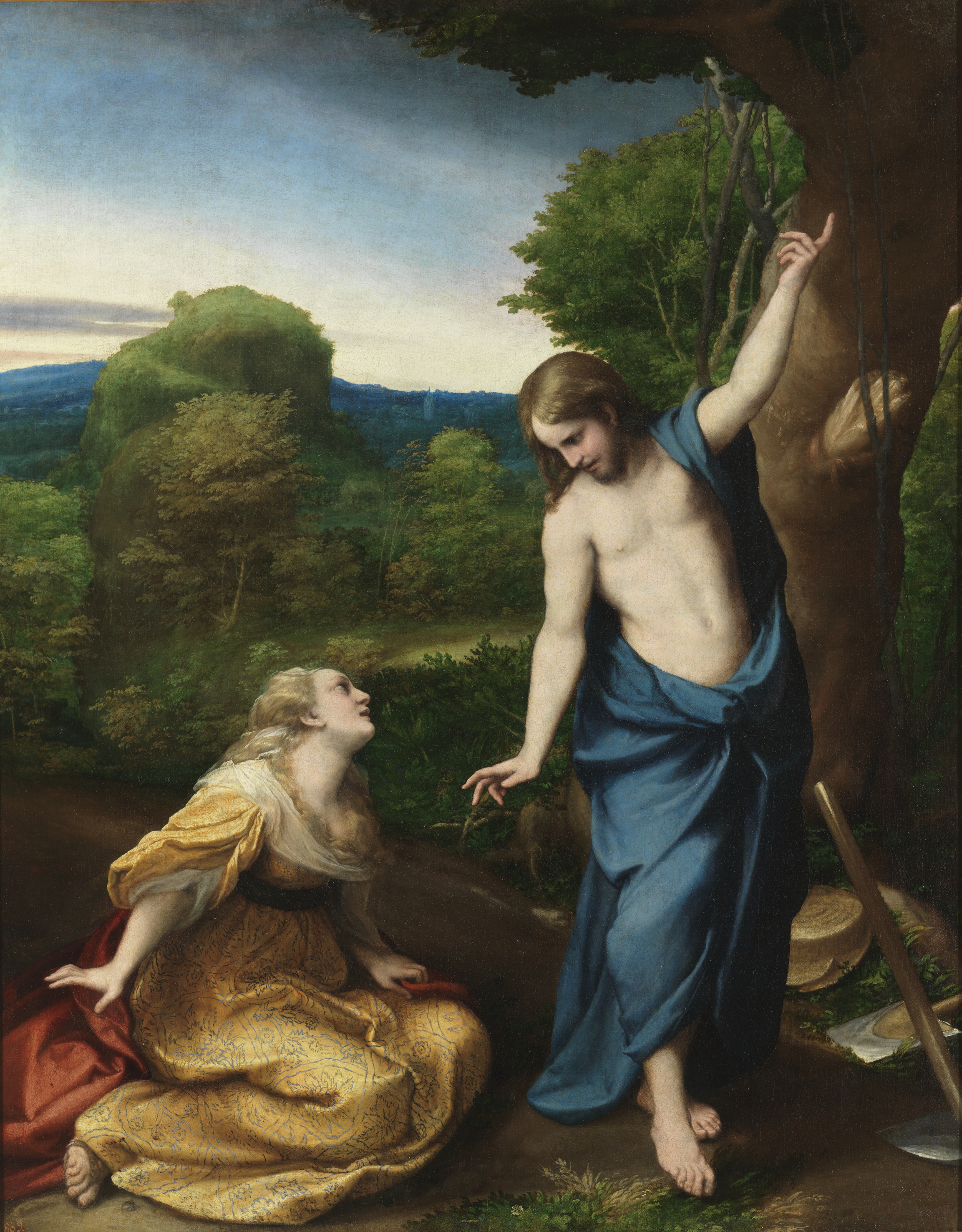
Nu te atinge de Mine (circa 1525) de Correggio

În Evanghelia după Luca (8:2), Maria Magdalena este menționată ca prima femeie vindecată de Isus din Nazaret, pe care apoi l-a urmat. Se mai spune că stătea lângă Crucea lui Isus (Marcu 15:40-41), că era la mormântul lui Isus (Marcu 15:47), iar în dimineața Paștilor s-a dus la mormânt cu celelalte femei (Marcu 16:1-8). Domnul înviat i s-a arătat mai întâi ei și a trimis-o să ducă vestea Învierii ucenicilor (Marcu 16:9, In. 20:14-18).
În Biblie mai apare scris despre ea în Noul Testament în următoarele versete:
Tot în prima zi, a Învierii, Domnul s-a arătat întâi Mariei Magdalena, din care scosese șapte demoni! (Marcu 16:9). Ea stătea afara lângă mormântul gol și plângea și plecându-se spre mormânt a văzut doi îngeri în veșminte albe, unde a fost trupul Lui Iisus. Îngerii au întrebat-o: Femeie, de ce plângi? Pe cine cauți? Ea a răspuns: Că au luat pe Domnul meu și nu știu unde L-au pus! Apoi întorcându-se înapoi a văzut pe Iisus, care a întrebat-o: Femeie, de ce plângi? Pe cine cauți? Ea a crezut că este grădinarul, I-a zis: Doamne, dacă Tu L-ai luat, spune-mi unde L-ai pus și eu Îl voi ridica! Iisus iarăși i-a zis: Marie! Ea întorcându-se și văzând că este Iisus, a exclamat în evreiește: Rabuni! (adică Învățătorule). Apoi Iisus a trimis-o la propovăduirea Evangheliei și Maria Magdalena a mers și a vestit ucenicilor că a văzut pe Domnul.       (Ioan 20:11-18).

## Sensul ecleziastic al Mariei Magdalena

Cele trei Marii (1100 d.Hr.), mozaic de la Mănăstirea Nea Moni

### Apostoli trimiși către apostoli
Conform evangheliilor canonice, Maria Magdalena îndeplinește toate criteriile pentru a fi considerată apostol: a fost împreună cu Isus în timpul predicilor lui, a fost martoră la moartea și învierea lui Isus și i-a învățat pe alții evanghelia (ceilalți apostoli au aflat de la ea de învierea lui Isus, conform Evangheliei după Ioan). Dr. Tal Ilan consideră că Maria Magdalena a fost fondatoarea creștinismului, fiind prima persoană care a susținut că Isus a înviat. Bart Ehrman este de acord, susținând că ea a fost primul apostol și menționând printre altele titlul ei medieval apostola apostolorum.

### Identificarea cu femeia păcătoasă care a spălat picioarele lui Isus
Numele Mariei Magdalena a fost asociat în spațiul artistic, filosofic și uneori chiar în cel religios cu domeniul vast al erotismului. Diferiți artiști ori romancieri precum Dan Brown, William Phipps, Chris Gollon, Martin Scorsese și mulți alții au prezentat-o ca ibovnică a lui Iisus din Nazaret. Chris Gollan, unul dintre pictorii britanici contemporani, în tabloul intitulat The Pre-penitent Magdalene, o reprezintă ca femeie fatală, purtând podoabe scumpe și machiaj pronunțat. În același curent, dar cu o simbolistică poetică diferită, este și textul cu titlul „Magdalena” din colecția lui Dínos Hristianópoulos, „Anotimpul vacilor slabe” (Tesalonic, 1950).
Cu toate acestea nicăieri, în cadrul surselor istorice autentice, nici în cele mai vechi texte ale Noului Testament, nu există astfel de referiri, deși pentru o perioadă îndelungată de timp, chiar și în cuprinsul literaturii bisericești apusene, Maria Magdalena a fost figura feminină cea mai atrăgătore și mai captivantă din Noul Testament. Însă chiar și astăzi, mulți cred că a fost o femeie desfrânată care, desigur, s-a pocăit după întâlnirea ei cu Hristos. Începând din vremea papei Grigore cel Mare, în Occident se presupunea că era aceeași persoană cu păcătoasa care i-a spălat picioarele lui Iisus (Luca 7:36-50) și cu sora Martei și a lui Lazăr (Luca 10:18-50; In. 12:1-8), dar Biblia susține că Mariiile respective proveneau din orașe diferite, deci nu puteau fi aceeași persoană. În 1969, Biserica Catolică a retractat zvonul că Maria Magdalena ar fi fost o prostituată.
În creștinism imaginea Mariei Magdalena nu a fost confundată cu cea a altor femei menționate în textele până la predica Papei Grigorie cel Mare în secolul al VI-lea, dar chiar și atunci asta s-a întâmplat doar în cadrul tradițiilor vestice. În Biserica Ortodoxă, ea a fost dintotdeauna cinstită ca purtătoare de mir (în greacă Μυροφόρος) și întocmai cu apostolii (în greacă ἰσαπόστολος).
Ideea că Maria Magdalena a executat ani de penitență în deșert este de dată relativ recentă (nu este o idee care provine din Antichitate, ci de la circa mijlocul Evului Mediu, în Occident).
Susan Haskins era de părere că acest povești au fost puse în seama ei pentru a reduce rolul femeilor în Biserică „prin a-i imputa deliberat statutul de delincventă sexuală”. Karen King este de acord.
Biserica Ortodoxă nu a identificat-o niciodată pe Maria Magdalena cu Maria din Betania sau cu „femeia păcătoasă” care l-a uns pe Isus în Luca 7:36–50 și a învățat mereu că Maria a fost o femeie virtuoasă toată viața ei, chiar dinainte de convertire. Ei nu au adorat-o drept penitentă.

## Documente apocrife
În anul 1896, lângă localitatea Nag Hammadi din Egipt, au fost descoperite trei papirusuri în limba coptă.

### Evanghelia lui Filip
Conform Evangheliei după Filip, Maria Magdalena a fost discipola preferată a lui Isus.

### Evanghelia lui Toma
Ulterior, două copii în limba greacă ale acestui document au fost descoperite și în nordul Egiptului, alături de o copie a Evangheliei apocrife a lui Toma. 

### Evanghelia după Maria Magdalena
Este lucrare apocrifă, gnostică, redactată în jurul anului 160 d.C. care a fost făcută publică abia în 1955. Evanghelia este produsul unei comunități creștine, considerată de unii marginală.  
În aceaste evanghelii apocrife (Evanghelia după Toma, Evanghelia lui Filip, Evanghelia Mariei) care păstrează în istorisirile lor un oarecare adevăr istoric, Maria Magdalena este înfățișată în felul următor: 
- Deține un loc de frunte în rândul ucenicilor lui Iisus;
- A supraviețuit cu tărie chiar și într-o epocă și într-o civilizație marcată de elemente patriarhale, și, după unii, de o puternică ideologie patriarhală;
- Se distinge prin curajul ei și vorbește fără teamă;
- Joacă un rol de conducător chiar și în fața celorlalți bărbați apostoli (,,frații ei”, după cum îi numește);
- Este un om binecuvântat să primească și să interpreteze vedenii dumnezeiești;
- Este cinstită pentru dreapta și adânca înțelegere a învățăturilor dumnezeiești;
- Este socotită ucenică apropiată a lui Iisus;
- Nu ezită, atunci când este nevoie, să se confrunte, și chiar să intre în conflict cu unul sau mai mulți dintre apostoli;
- Este ocrotită în mod special de către Mântuitorul.

Multe dintre aceste caracteristici se găsesc și în alte texte necanonice (apocrife). 
În alte texte apocrife este deformat total, și dus către negativ rolul ei, sau chiar înlăturat numele ei. Toate acestea nu au mai circulat începând cu secolul al VI-lea d. H., pentru ca, mai târziu, în Evul Mediu, să-și facă apariția în Apus cunoscutul mit al Mariei Magdalena ca simbol al erosului și al sexualității.

## Cult
Sfânta Maria Magdalena este sărbătorită la 22 iulie (în calendarul romano-catolic și ortodox, anglican, evanghelic).
Cultul Mariei Magdalena s-a răspândit în Biserica apuseană, mai ales începând din secolul al XII-lea. Basilica „Sf. Maria Magdalena“ din Vézelay, Franța, este dedicată acestei sfinte. În cripta de sub altar se păstrează presupusele sale relicve. De asemenea, catedrala ortodoxă din Varșovia îi este dedicată.
„Lui Hristos, Cel Ce pentru noi S-a născut din Fecioară, Cinstită Maria Magdalena, ai urmat și ai păzit îndreptările și legile Lui. Pentru aceasta, astăzi, preasfințită pomenirea ta prăznuind, te lăudăm cu credință și te cinstim cu dragoste.”—Troparul Sfintei Maria Magdalena, Glasul 1

## Tema „Maria Magdalena în penitență“ în artă

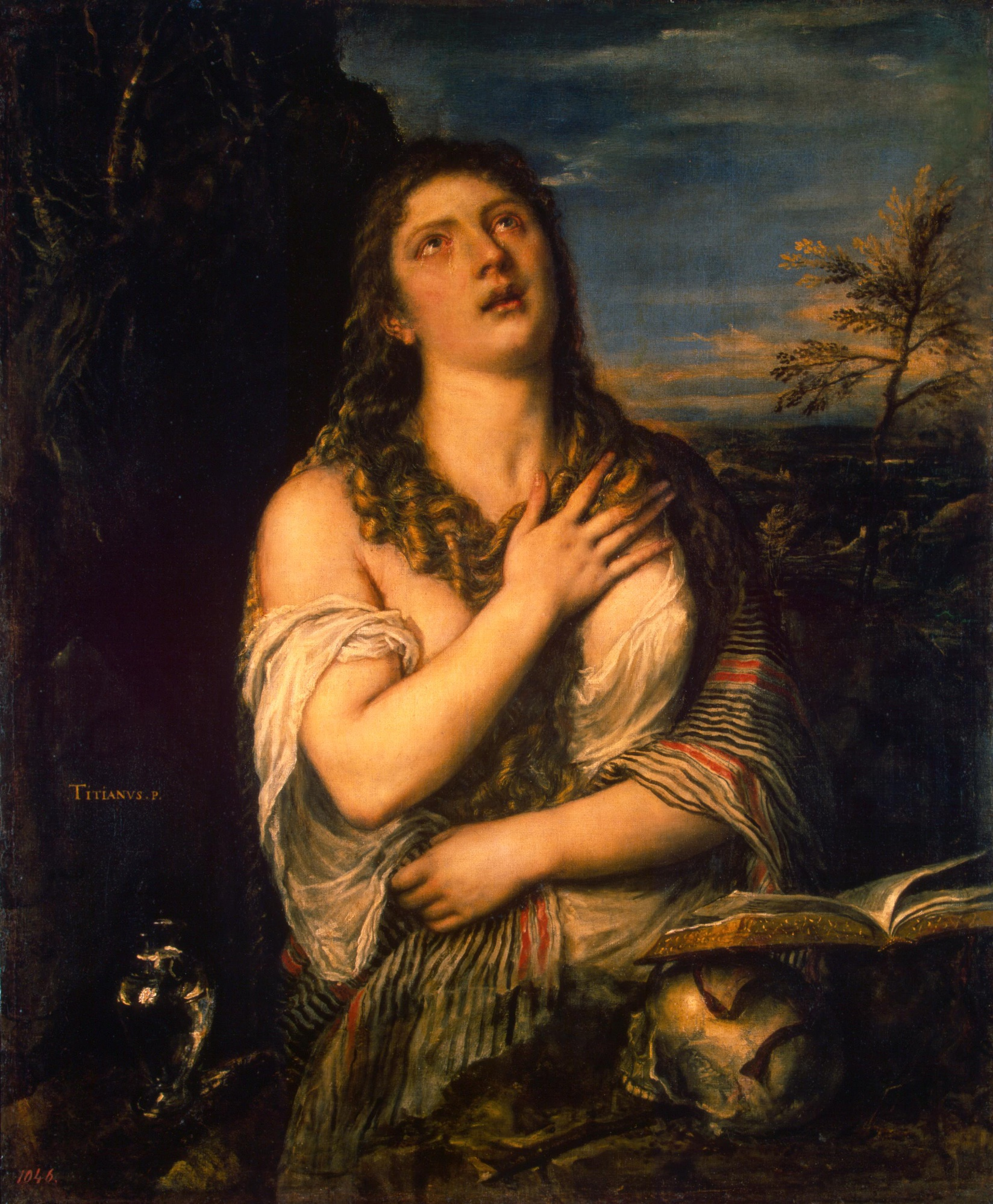
Maria Magdalena în penitență (1565) de Tițian, Muzeul Ermitaj

Există o tradiție conform căreia Maria Magdalena, presupusul ei frate (Lazăr) și Maximin (unul dintre cei 72 de discipoli), împreună cu alți însoțitori, ar fi călătorit cu barca pe Marea Mediterană, fugind de persecuțiile din Palestina. În final, ar fi debarcat în Franța, într-un loc numit Saintes-Maries-de-la-Mer, aproape de Arles. Ulterior, Maria Magdalena ar fi plecat către Marsilia, unde a început evanghelizarea zonei Provence, pentru a se retrage mai apoi în peștera „La Sainte Baume“ din împrejurimile Marsiliei, unde ar fi dus o viață de penitență timp de 30 de ani. Conform acestei tradiții, când a sosit ora morții sale, ar fi fost dusă de îngeri la Aix-en-Provence, în oratoriul San Maximin, unde i s-a făcut maslul. 
Foarte mulți pictori s-au inspirat din tema penitenței ei îndelungate (Tițian, Annibale Carracci, Anton Raphael Mengs, Artemisia Gentileschi, Caravaggio, El Greco, Ferdinand de Braekeleer, Francesco Furini, Georges de La Tour, Guido Cagnacci, Guido Reni, Hendrick ter Brugghen, Nicolas Régnier, Pompeo Batoni ș.a.). Unele picturi sunt erotice, asemănătoare tabloului lui Gian Lorenzo Bernini „Extazul Sf. Tereza“.

## Galerie

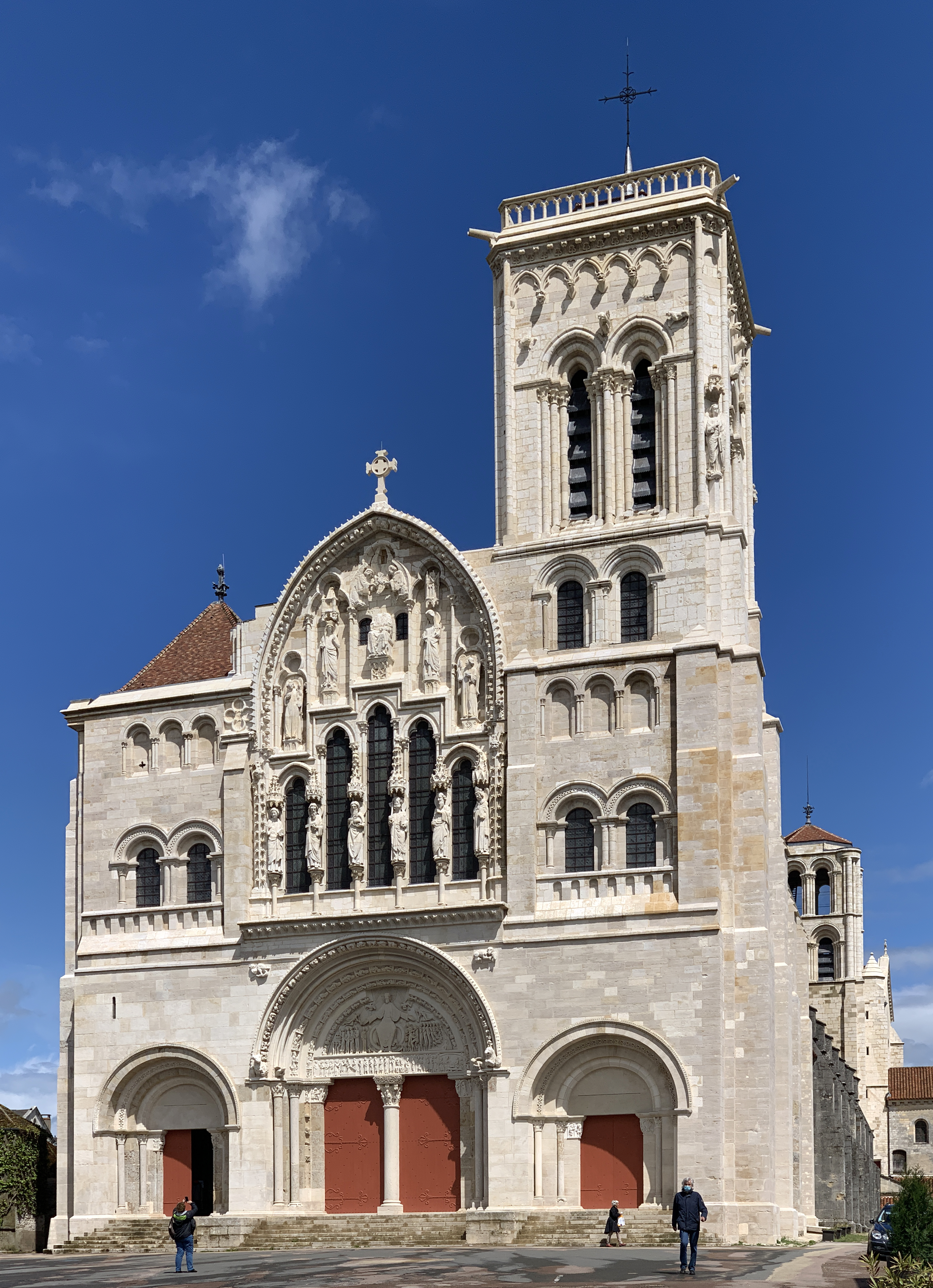
Bazilica Sainte-Marie-Madeleine de Vézelay (secolul al XII-lea)
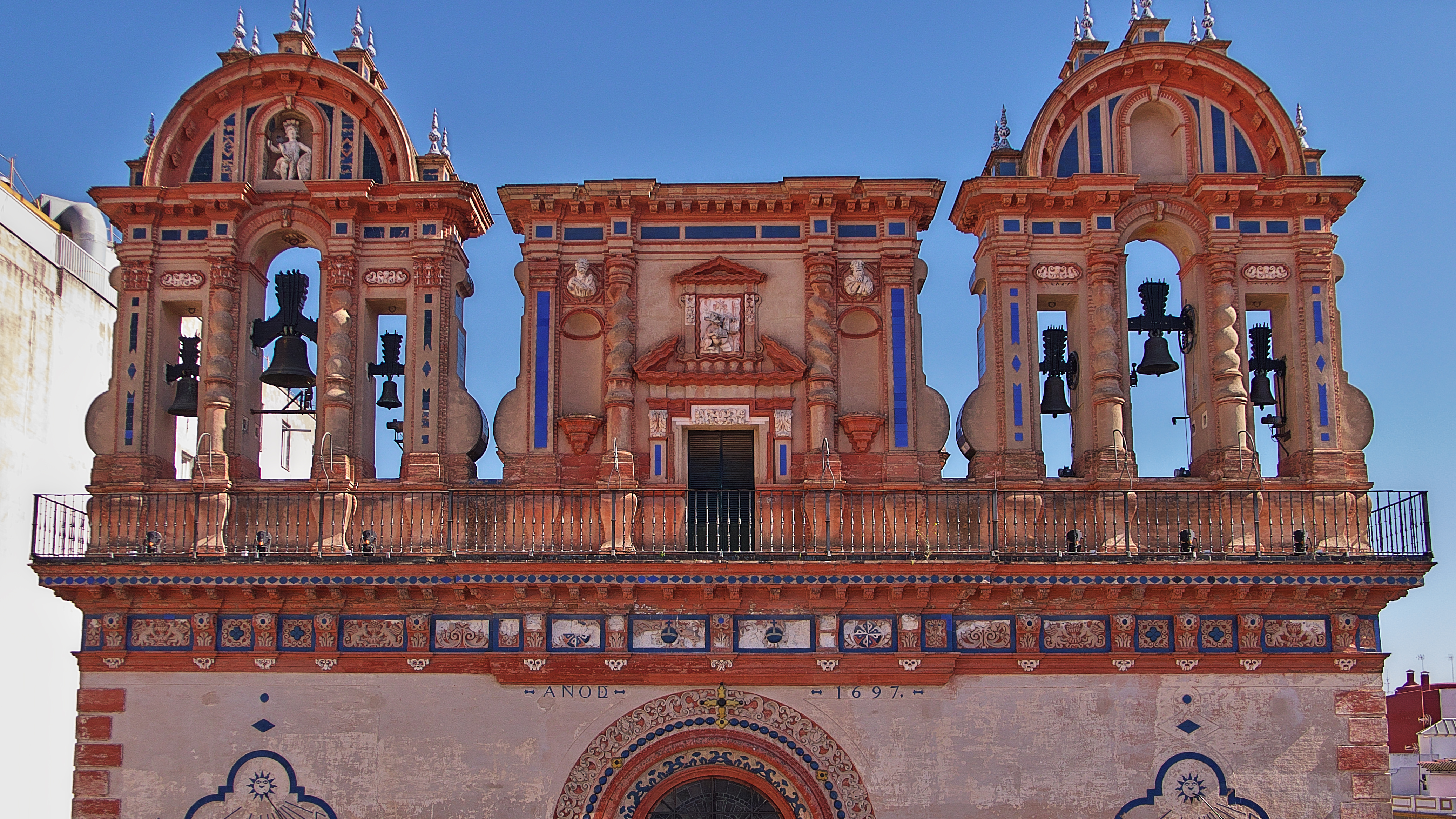
Biserica Sfânta Maria Magdalena din Sevilla (secolul al XVII-lea)
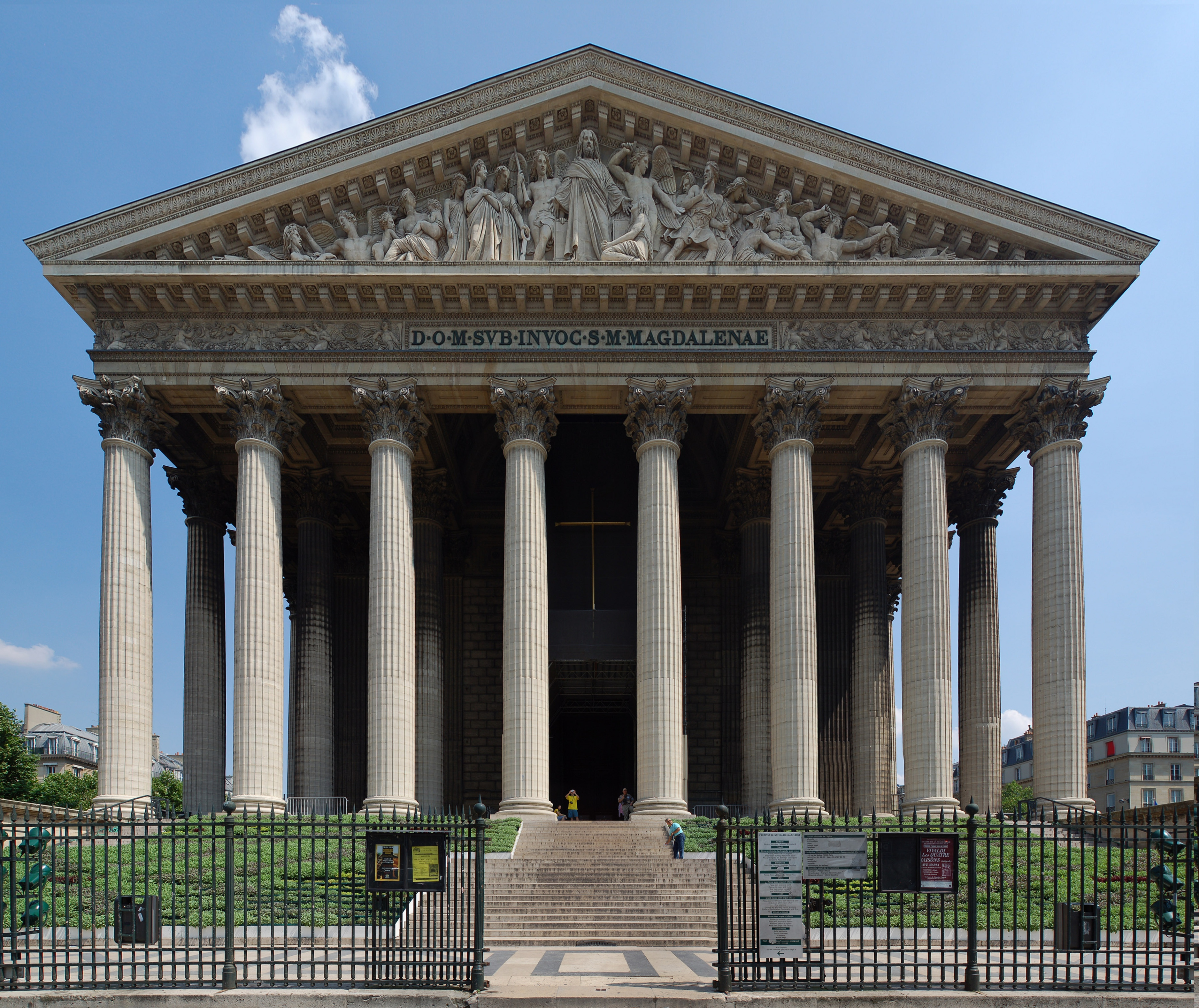
Biserica Madeleine din Paris (secolul al XVIII-lea)
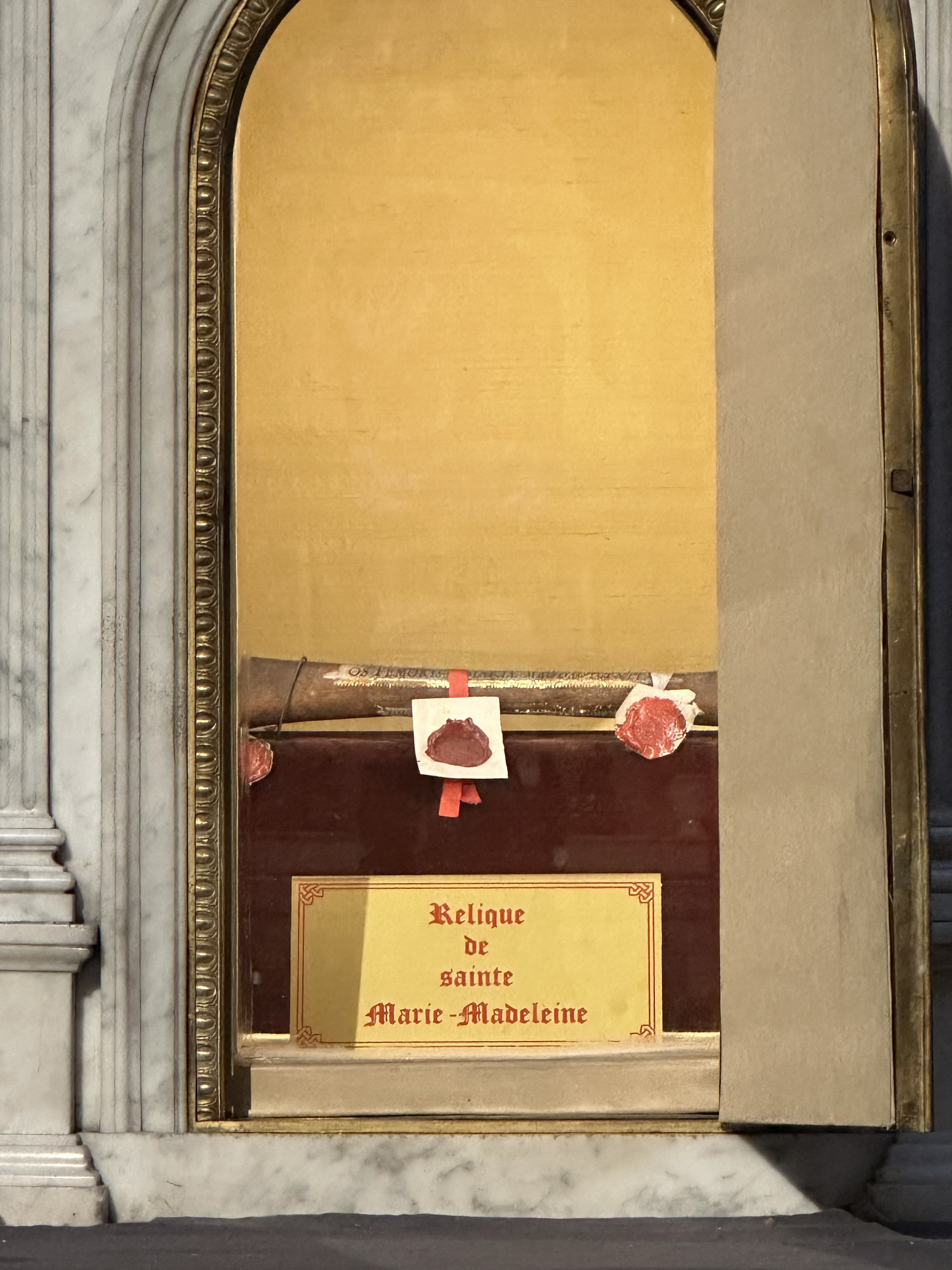
Moaștele Mariei Magdalena, La Madeleine, Paris
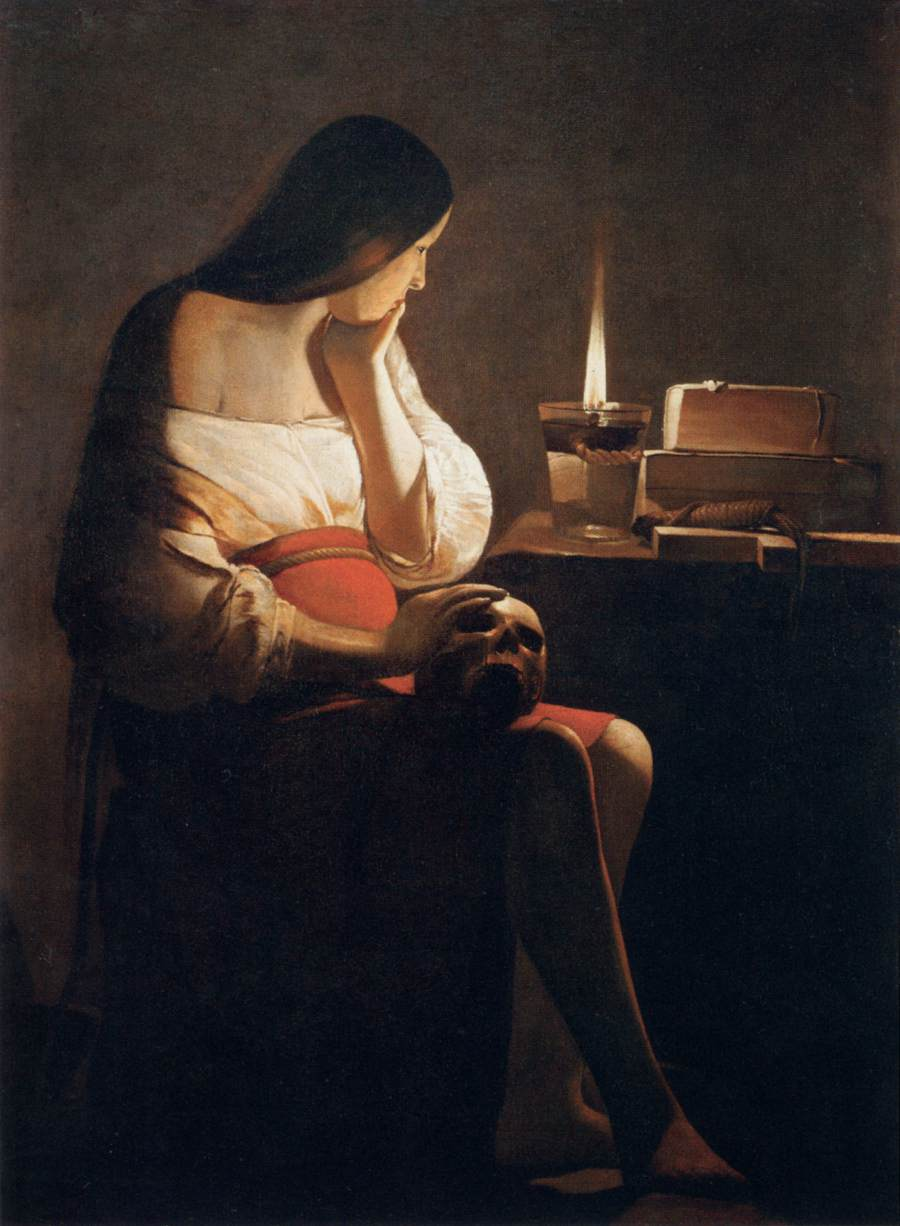
Magdalena cu flacăra fumegândă (1640) de Georges de La Tour
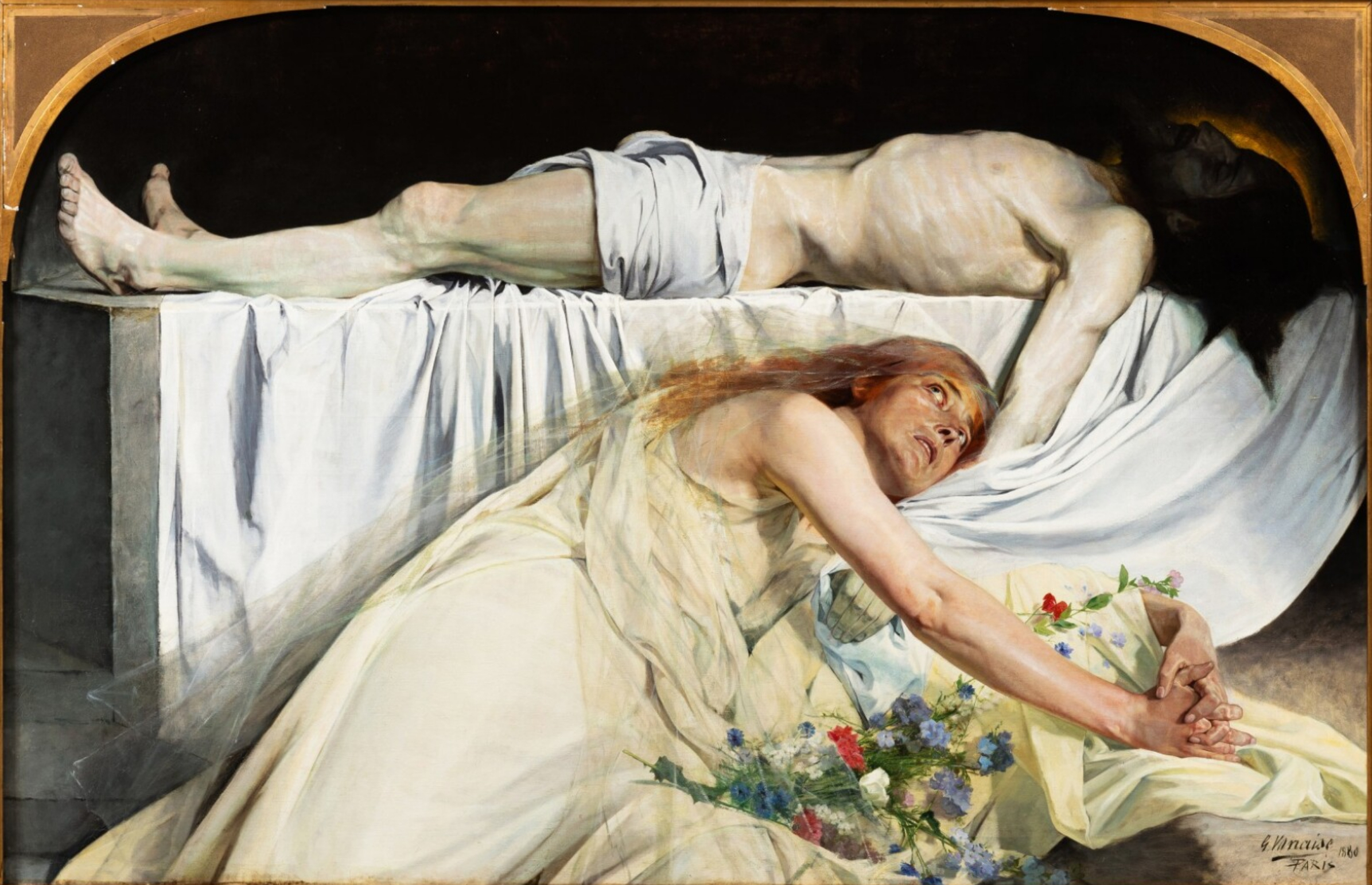
Magdalena la mormântul lui Cristos (1880) de Gustaaf Vanaise